# Универсальная тригонометрическая подстановка

Подстановка Вейерштрасса показана здесь как стереографическая проекция окружности

Универса́льная тригонометри́ческая подстано́вка, в англоязычной литературе называемая в честь Карла Вейерштрасса подстановкой Вейерштрасса, применяется в интегрировании для нахождения первообразных, определённых и неопределённых интегралов от рациональных функций от тригонометрических функций. Без потери общности можно считать в данном случае такие функции рациональными функциями от синуса и косинуса. Подстановка использует тангенс половинного угла.

## Подстановка
Рассмотрим задачу нахождения первообразной рациональной функции от синуса и косинуса.
Заменим sin x, cos x и дифференциал dx рациональными функциями от переменной t, и их произведением дифференциал dt, следующим образом:
{\displaystyle {\begin{aligned}\sin x&={\frac {2t}{1+t^{2}}},\\\cos x&={\frac {1-t^{2}}{1+t^{2}}},\\dx&={\frac {2\,\mathrm {d} t}{1+t^{2}}}.\end{aligned}}}

### Введение обозначений
Примем, что переменная t равна тангенсу половинного угла:
{\displaystyle t=\operatorname {tg} {\frac {x}{2}}.}
В интервале −π < x < π это даёт
{\displaystyle x=2\operatorname {arctg} t,}
и после дифференцирования получаем
{\displaystyle \mathrm {d} x={\frac {2\,\mathrm {d} t}{1+t^{2}}}.}
Формула тангенса половинного угла даёт для синуса
{\displaystyle {\begin{aligned}\sin x&=\sin \left(2\operatorname {arctg} t\right)=2\sin(\operatorname {arctg} t)\cos(\operatorname {arctg} t)=\\&=2{\frac {t}{\sqrt {1+t^{2}}}}{\frac {1}{\sqrt {1+t^{2}}}}={\frac {2t}{1+t^{2}}},\end{aligned}}}
и для косинуса формула даёт
{\displaystyle {\begin{aligned}\cos x&=\cos \left(2\operatorname {arctg} t\right)=\cos ^{2}(\operatorname {arctg} t)-\sin ^{2}(\operatorname {arctg} t)=\\&=\left({\frac {1}{\sqrt {1+t^{2}}}}\right)^{2}-\left({\frac {t}{\sqrt {1+t^{2}}}}\right)^{2}={\frac {1-t^{2}}{1+t^{2}}}.\end{aligned}}}

## Примеры

### Первый пример
Найдём интеграл
{\displaystyle \int {\frac {1}{3-5\cos x}}\,\mathrm {d} x.}
Используя универсальную тригонометрическую подстановку, получаем
{\displaystyle \int {\frac {1}{3-5\left({\frac {1-t^{2}}{1+t^{2}}}\right)}}\cdot {\frac {2\,\mathrm {d} t}{1+t^{2}}}=\int {\frac {\mathrm {d} t}{4t^{2}-1}}=\int {\frac {\mathrm {d} t}{(2t-1)(2t+1)}}.}
Чтобы вычислить последний интеграл, используем разложение дробей:
{\displaystyle {\begin{aligned}&{}\quad \int \left({\frac {1/2}{2t-1}}-{\frac {1/2}{2t+1}}\,\right)\mathrm {d} t\\[6pt]&={\frac {1}{4}}\ln \left|2t-1\right|-{\frac {1}{4}}\ln \left|2t+1\right|+{\text{C}}={\frac {1}{4}}\ln \left|{\frac {2t-1}{2t+1}}\right|+{\text{C}}\\[6pt]&={\frac {1}{4}}\ln \left|{\frac {2\operatorname {tg} {\frac {x}{2}}-1}{2\operatorname {tg} {\frac {x}{2}}+1}}\right|+{\text{C}}.\end{aligned}}}
Далее, согласно формуле тангенса половинного угла, можно заменить tg(x/2) на sin x/(1 + cos x), и тогда получаем
{\displaystyle {\frac {1}{4}}\ln \left|{\frac {2\sin x-1-\cos x}{2\sin x+1+\cos x}}\right|+{\text{C}},}
или так же мы можем заменить tg(x/2) на (1 − cos x)/sin x.

### Второй пример: определённый интеграл
Разница между определённым и неопределённым интегрированием состоит в том, что при вычислении определённого интеграла нам не обязательно преобразовывать полученную функцию от переменной  t обратно к функции от переменной x, если корректно изменить пределы интегрирования.
Например,
{\displaystyle \int _{0}^{\pi /6}{\frac {1}{5+4\sin x}}\,\mathrm {d} x=\int _{0}^{2-{\sqrt {3}}}{\frac {1}{5+4\left({\frac {2t}{1+t^{2}}}\right)}}\,{\frac {2\,\mathrm {d} t}{1+t^{2}}}.}
Если x изменяется от 0 до π/6, sin x изменяется от 0 до 1/2. Это означает, что величина 2t/(1 + t2), равная sin x, изменяется от 0 до 1/2. Тогда можно найти пределы интегрирования по переменной t:
{\displaystyle {\frac {2t}{1+t^{2}}}={\frac {1}{2}},}
перемножая обе части уравнения на 2 и на (1 + t2), получаем:
{\displaystyle 1+t^{2}=4t.}
Решая квадратное уравнение, получаем два корня
{\displaystyle t=2\pm {\sqrt {3}}.}
Возникает вопрос: какой из этих двух корней подходит для нашего случая? Ответить на него можно, рассмотрев поведение
{\displaystyle \sin x={\frac {2t}{1+t^{2}}}}
как функцию от x и как функцию от t. Когда x изменяется 0 до π, функция sin x изменяется от 0 до 1, и потом назад до 0. Эта функция проходит через значение 1/2 дважды — при изменении от 0 до 1 и при обратном изменении от 1 до 0. Когда t изменяется от 0 до ∞, функция 2t/(1 + t2) изменяется от 0 до 1 (когда t = 1) и потом обратно до  0. Она проходит значение 1/2 при изменении от 0 до 1 и при обратном изменении: первый раз при t = 2 − √3 и потом опять при t = 2 + √3.
Произведя несложные алгебраические преобразования, получим
{\displaystyle \int _{0}^{2-{\sqrt {3}}}{\frac {2\,\mathrm {d} t}{5(1+t^{2})+4(2t)}}=\int _{0}^{2-{\sqrt {3}}}{\frac {2\,\mathrm {d} t}{5t^{2}+8t+5}}.}
Выделяя полный квадрат, получаем
{\displaystyle \int _{0}^{2-{\sqrt {3}}}{\frac {2\,\mathrm {d} t}{5\left(t+{\frac {4}{5}}\right)^{2}+{\frac {9}{5}}}}=\int _{0}^{2-{\sqrt {3}}}{\frac {{\frac {10}{9}}\,dt}{\left({\frac {5t+4}{3}}\right)^{2}+1}}.}
Введём новую переменную
{\displaystyle {\begin{aligned}u&={\frac {5t+4}{3}},\\[8pt]\mathrm {d} u&={\frac {5}{3}}\,\mathrm {d} t,\\[8pt]\end{aligned}}}
Отсюда
{\displaystyle u={\frac {4}{3}}}
при {\displaystyle t=0,}
и предел интегрирования будет
{\displaystyle u={\frac {14-5{\sqrt {3}}}{3}},}
так как выше было определено, что
{\displaystyle t=2-{\sqrt {3}}.}
Тогда интегрирование даёт
{\displaystyle {\begin{aligned}&{}\quad \int _{4/3}^{(14-5{\sqrt {3}})/3}{\frac {{\frac {2}{3}}\,\mathrm {d} u}{u^{2}+1}}=\left.{\frac {2}{3}}\operatorname {arctg} u\right|_{u=4/3}^{u=(14-5{\sqrt {3}})/3}\\[10pt]&=\operatorname {arctg} {\frac {14-5{\sqrt {3}}}{3}}-\operatorname {arctg} {\frac {4}{3}}=\operatorname {arctg} {\frac {42-15{\sqrt {3}}}{121}}.\end{aligned}}}
На последнем шаге использовано известное тригонометрическое тождество
{\displaystyle \operatorname {arctg} p-\operatorname {arctg} q=\operatorname {arctg} {\frac {p-q}{1+pq}}.}

### Третий пример
Подстановку Вейерштрасса можно использовать при нахождении интеграла от секанса:
{\displaystyle \int \sec x\,\mathrm {d} x.}
Имеем
{\displaystyle \int {\frac {\mathrm {d} x}{\cos x}}=\int {\frac {\left({\frac {2\,\mathrm {d} t}{1+t^{2}}}\right)}{\left({\frac {1-t^{2}}{1+t^{2}}}\right)}}=\int {\frac {2\,\mathrm {d} t}{1-t^{2}}}=\int {\frac {2\,\mathrm {d} t}{(1-t)(1+t)}}.}
Как и в первом примере, используем разложение дроби:
{\displaystyle {\begin{aligned}&{}\quad \int \left({\frac {1}{1-t}}+{\frac {1}{1+t}}\right)\,dt=-\ln \left|1-t\right|+\ln \left|1+t\right|+C=\ln \left|{\frac {1+t}{1-t}}\right|+C\\[10pt]&=\ln \left|{\frac {1+t^{2}}{1-t^{2}}}+{\frac {2t}{1-t^{2}}}\right|+C=\ln \left|\sec x+\operatorname {tg} x\right|+C.\end{aligned}}}

## Линейное преобразование дробей
Два компонента
{\displaystyle {\frac {1-t^{2}}{1+t^{2}}},{\frac {2t}{1+t^{2}}}}
являются соответственно действительной и мнимой частями числа
{\displaystyle {\frac {i-t}{i+t}}}
(считаем, что t действительное).

## Для гиперболических функций
Похожие формулы существуют и для гиперболических функций. Пусть
{\displaystyle t=\operatorname {th} {\frac {x}{2}},}
тогда
{\displaystyle {\begin{aligned}\operatorname {sh} x&={\frac {2t}{1-t^{2}}},\\\operatorname {ch} x&={\frac {1+t^{2}}{1-t^{2}}},\\\operatorname {th} x&={\frac {2t}{1+t^{2}}},\\\mathrm {d} x&={\frac {2}{1-t^{2}}}\,\mathrm {d} t.\end{aligned}}}